# Biblioteca de la Universidad de Colombo
La Biblioteca de la Universidad de Colombo es una red de bibliotecas administrada centralmente en la Universidad de Colombo, en el país asiático de Sri Lanka. Alberga una de las mayores y más antiguas colecciones de Sri Lanka, que se remonta a 1870 con la creación de la biblioteca del Colegio Médico de Ceilán.
En 1870, la biblioteca del Colegio Médico de Ceilán se estableció en sus locales. Después de la creación del Colegio Universitario de Ceilán en 1921 una nueva biblioteca fue fundada por el colegio universitario apoyada por dos de sus departamentos: Artes y las Ciencias.